# Ta Nei
  Le Ta Nei (khmer ប្រាសាទតានៃ) est un site du XIIe siècle situé près d'Angkor. Il se trouve à 800 m au nord du Ta Keo et fut construit par Jayavarman VII.
La mousse et les racines tentaculaires qui recouvrent une grande partie du petit temple rappellent le Ta Prohm, toutes proportions gardées. Il abrite désormais le centre de formation de l’autorité APSARA.

## Liens externes

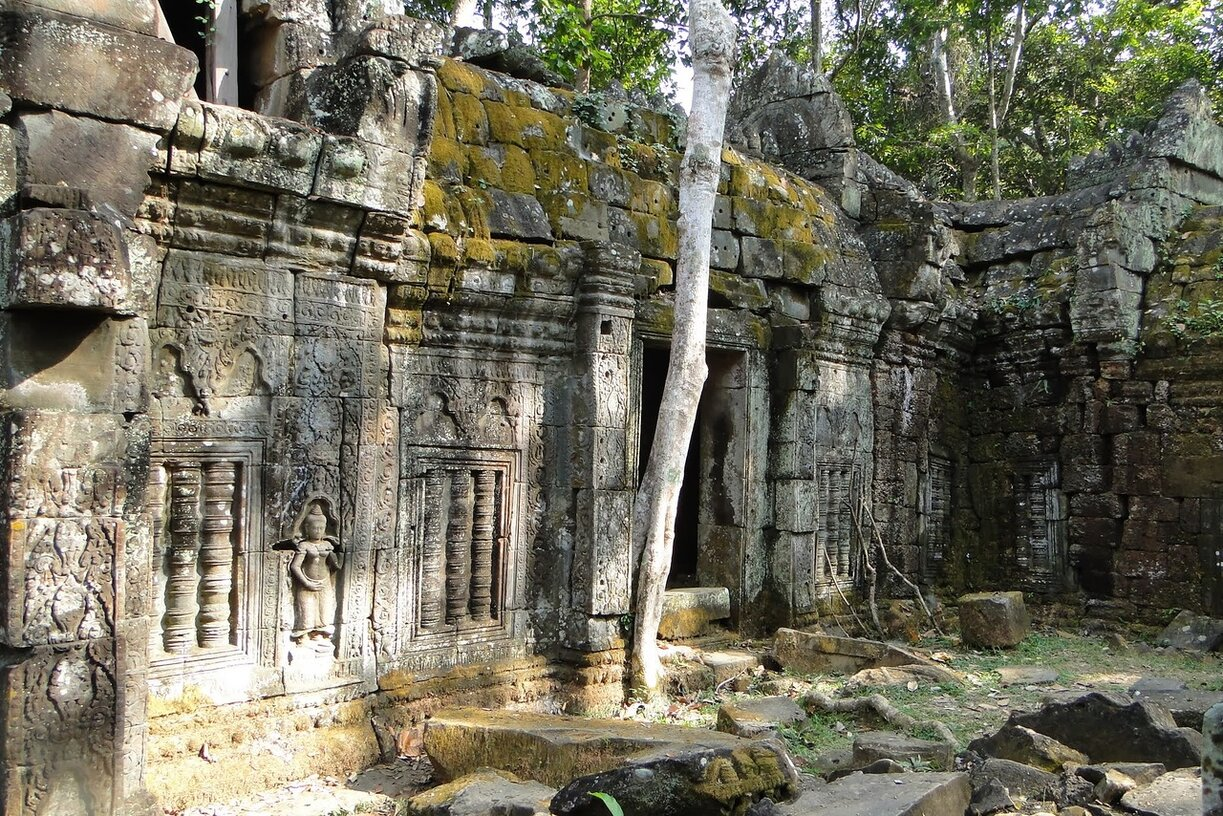
Ta Nei, ruines pittoresques